# Swampscott
Swampscott è una cittadina degli Stati Uniti d'America facente parte della contea di Essex nello stato del Massachusetts, è situata 12 miglia a nord di Boston, in una zona conosciuta come North Shore. La popolazione era di 14.565 abitanti al censimento del 2007. Swampscott è una località turistica estiva della baia del Massachusetts, attualmente è una ricca comunità residenziale che comprende il villaggio di Beach Bluff, così come una parte del quartiere di Clifton. La città è sede del Marian Court College. Dal 2008 è una delle prime venti cittadine più ricche del Massachusetts.
La città è sede delle riprese dei film di Jesse Stone, ambientati nell'immaginaria Paradise City.